# Nicolas Maure
Pour les articles homonymes, voir Maure.
Nicolas-Sylvestre Maure, dit Maure aîné, est un épicier et un homme politique français, né le 31 décembre 1743 à Auxerre et mort le 3 juin 1795 à Paris.

## Biographie
D'origine fribourgeoise, Nicolas Maure est le fils de Jacques-Joseph Maure ou Mauroux, suisse de Mgr de Caylus puis marchand de bois baptisé à Autigny,. Né le 31 décembre 1743 à Auxerre, il est élevé dans les offices de l'évêché, avant de devenir marchand épicier à Auxerre.
Second consul d'Auxerre lorsque éclate la Révolution, il est l'un des douze députés du tiers état de la ville élus le 20 mars 1789 pour siéger à l'assemblée de bailliage, puis officier municipal dans la nouvelle municipalité en mars 1790. Chargé d'organiser les élections primaires le 19 juin 1791, il devient administrateur de l'Yonne, sous la présidence de Louis-Michel Lepeletier de Saint-Fargeau ; parmi ses collègues figurent Edme Bonnerot, Pierre Bourbotte, Jean Précy et Louis Turreau.

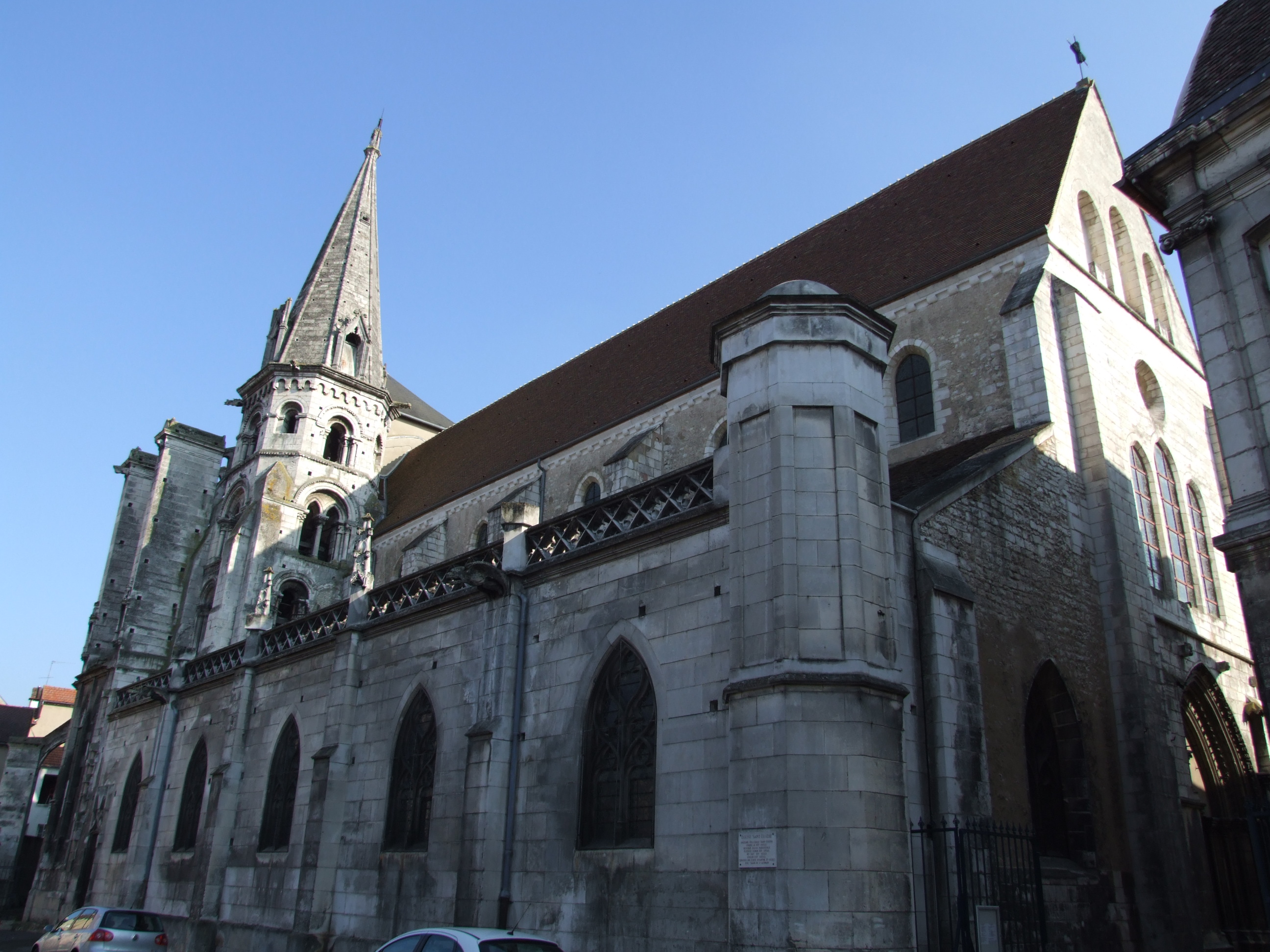
Église de Saint-Eusèbe, dont Nicolas Maure est deuxième marguillier au moment de son élection à la Convention.

Le 5 septembre 1792, le collège électoral de l'Yonne, dont il est scrutateur avec Turreau, l'élit député à la Convention nationale, au 2e tour de scrutin, avec 61 % des voix. Il est alors deuxième marguillier de Saint-Eusèbe, charge qu'il résigne. Membre du club des Jacobins, il siège sur les bancs de la Montagne. En novembre, il est envoyé en mission en Eure-et-Loir pour apaiser des troubles liés à la liberté du commerce des grains ; le 29 novembre, il signe un arrêté fixant un maximum des denrées de première nécessité. En décembre, lors de l'élection d'une nouvelle municipalité à Auxerre, il s'oppose à Robinet de Pontagny, ancien subdélégué de l'intendant, qui l'emporte.
Lors du procès de Louis XVI, il vote la mort sans appel ni sursis, répondant au 1er appel nominal: « En mon âme et conscience, je vote oui » ; au 2e appel nominal: « Lorsque mes commettants m'ont envoyé, ils m'ont dit: Va, venge-nous du tyran, fais-nous de bonnes lois; et, si tu nous trahis, ta tête en répond. J'ai promis, et je tiendrai ma parole; ainsi je dis non » ; au 3e appel nominal : « Louis est coupable ; quand il aurait mille vies, elles ne suffiraient pas pour expier ses forfaits. Je vote pour la mort ». Après l'assassinat de Lepeletier, son ami, il donne à la Convention des détails sur l'événement et les derniers moments du défunt.
Modéré sur le plan politique, il défend un rapprochement entre Girondins et Montagnards en mars 1793. De même, hostile à la déchristianisation, il s'oppose à la chasse aux « fanatiques » et combat un projet visant à enlever les cloches dont les rebelles se servent pour sonner le tocsin, observant qu'elles sonnent aussi celui de la liberté. Plus tard, envoyé en mission, il fait rouvrir les églises et relâcher des paysans arrêtés pour avoir fait l'office de chantres.
Le 9 avril 1793, il entre au Comité de sûreté générale,. Le 8 septembre suivant, avec Jean-Baptiste Drouet, il dénonce celui-ci devant les Jacobins et demande qu'il soit entièrement renouvelé. La Convention décrète ce renouvellement et sa réduction à neuf membres le 14 septembre,. 
Le 18 juillet, un décret de la convention l'envoie en mission en Seine-et-Marne et dans le Loiret pour y veiller à l'exécution des lois relatives à la vente et à la circulation des grains. Dans un premier temps, de concert avec son collègue, Dubouchet, il prend des mesures énergiques pour contraindre la riche région de la Brie à envoyer régulièrement à la capitale son contingent de provisions. Toutefois, le 21 pluviôse an II (9 février 1794), il rapporte un arrêté de son collègue, visant à remettre à chaque famille pauvre des défenseurs de la patrie 500 fr. pris sur la taxe révolutionnaire, ce qui lui vaut d'être dénoncé devant le Comité de salut public,. Après quelques jours passés à Paris en septembre, il se rend le 16 septembre dans l'Yonne, où le Comité de salut public lui écrit, le 22 octobre, pour lui demander d'achever la mission de Pierre Ichon, chargé au début du mois de la levée de chevaux. 
Puis, le 9 nivôse an II (29 décembre 1793), le Comité de salut public lui confie la mission d'organiser le gouvernement révolutionnaire en Seine-et-Marne et dans l'Yonne, départements auxquels il ajoute l'Aube le 19 messidor an II (7 juillet 1794). À Troyes, il fait libérer plus de 100 suspects, mesure qui lui vaut d'être dénoncé auprès du comité de salut public, auquel on demande son remplacement. À Provins, ce sont 92 suspects, détenus depuis l'automne sur l'ordre de commissaires parisiens trop zélés, comme Rousselin ou Louis Le Bègue Duportail, et dont les Jacobins locaux réclamaient l'élargissement, qui sortent de prison. À Auxerre, c'est le cas d'une trentaine de prisonniers, parmi lesquels Nicolas-Edme Rétif, curé de Courgis et demi-frère de Rétif de La Bretonne,.
À Paris en pluviôse an II, il passe au scrutin épuratoire du Club des Jacobins le 6 (25 janvier 1794). Dans ce cadre, interrogé sur son vote dans « l'affaire de Marat », il affirme que celui-ci le nommait son fils et qu'il est encore digne de l'être.
Le 23 pluviôse (11 février), les Jacobins reçoivent une lettre de Maure dans laquelle celui-ci indique, de Coulommiers, qu'après les troubles qui ont eu lieu dans le département, il a fait envoyer vingt personnes devant le tribunal révolutionnaire et qu'il en a relâché 180 après les avoir réprimandés et condamnés à rebâtir à leurs frais le local de la société populaire de La Ferté-Gaucher, qu'ils avaient détruit.
Le 14 germinal (3 avril), la Convention reçoit une lettre de sa main annonçant de Melun que la vente des biens des émigrés se poursuit avec succès en Seine-et-Marne et que la récolte promet d'être abondante.
Le 24 thermidor (11 août), il écrit de Troyes pour signaler l'épuration et la réorganisation de la société populaire et des autorités de la commune. Deux jours plus tard, il envoie de Provins le procès-verbal d'épuration et réorganisation des autorités des cantons du district de Meaux.
Rappelé par décret du 26 thermidor (13 août), il est renvoyé pour quinze jours dans l'Aube (où il intervient depuis plusieurs semaines) par décret du 5 fructidor (22 août). Ayant écrit d'Auxerre le 5e sans-culottide (21 septembre), pour annoncer que sa mission était achevée, il rentre à Paris, où il arrive au plus tard le 14 vendémiaire an III (5 octobre 1794).
Le 3 vendémiaire an III (24 septembre 1794), Goupilleau lui ayant reproché d'avoir fait relâcher à Troyes 26 prêtres réfractaires et 11 femmes d'émigrés, la Convention reçoit une lettre de Maure, dans laquelle le représentant en mission se félicite d'avoir exercé une longue mission dans plusieurs départements sans que sa conduite ait jamais donné lieu à aucune réclamation et demande que la Convention se fasse mettre sous les yeux les motifs des élargissements qu'il a prononcés. En réponse, Garnier de l'Aube lui reproche, « tout en affectant le rigorisme, [d'avoir] usé, envers quantité de gens, d'une indulgence qu'ils ne méritaient pas. La confusion règne à Tonnerre, parce que Maure y a mis divers nobles en place ». Toutefois, cette accusation est simplement renvoyée devant le Comité de sûreté générale,. 
Fidèle à la Montagne lors de la réaction thermidorienne, il s'exclame, lors de la séance du 21 nivôse an III (10 janvier 1795), après une dénonciation de Laurent Lecointre contre un administrateur du département de la Manche : « On généralise trop des dénominations odieuses. On a sans cesse à la bouche les mots d'agitateurs et de terroristes ; on s'en sert pour noircir les meilleurs patriotes. Il est temps que la vérité reparaisse et que la justice remette chacun à sa place. »

Le 10 prairial an III (29 mai 1795), la commune d'Auxerre envoie à la Convention une dénonciation expliquant, : 

« Maure a exercé dans le département de l'Yonne le despotisme le plus atroce. Par ses ordres, de nombreuses victimes ont été envoyées au tribunal de Robespierre. Cent soixante détenus ont été accablés de traitements insupportables ; leurs épouses éplorées étaient indignement repoussées et brutalement insultées.
En messidor dernier, Maure consacra la terreur en ordonnant une fête populaire sous le nom de fête de la Terreur. Les instruments de la mort ont été portés en pompe par les satellites de Maure qui, de retour à la Convention, se proclama impudemment le favori de Robespierre. »

Elle parvient devant l'assemblée le 16 prairial (4 juin).
Impliqué dans l'insurrection du 1er prairial an III (20 mai 1795), il est dénoncé par Pierre Lehardy comme un ancien partisan de Robespierre, et accusé d'avoir, lors de la journée du 31 mai 1793, pris dans ses bras et porté à la tribune Couthon pour lui permettre de faire plus aisément la motion de proscription des députés girondins. Contrairement à Baudot, Lacoste, Alard, Dartigoeyte, Javogues, Lejeune, Mallarmé, Monestier du Puy-de-Dôme et Sergent, il échappe le 13 prairial (1er juin) au décret d'accusation, l'affaire étant renvoyée au Comité de législation. Mais, ne se faisant pas d'illusion sur le sort qu'on lui destine, Maure se suicide à Paris, rue Saint-Thomas-du-Louvre, le 3 juin 1795, d'un coup de pistolet, en laissant un mot sur la table "Je ne suis pas un mauvais homme, j'ai juste été égaré.

## Famille
Il épouse en premières noces Anne-Marie-Thérèse Salomon, fille de Jean II Salomon et d'Anne-Marguerite Collet, sœur aînée de Marguerite Collet, la « Mme Parangon » de Rétif de La Bretonne. Le 27 mai 1782, il se remarie avec Anne-Marguerite Fournier,, l'une des filles de cette dernière, née le 27 mars 1753.
Il a huit enfants. Le deuxième, Jacques Maure, dit Maure aîné après la mort de son père, né le 16 août 1770, mort le 12 décembre 1835, est épicier en gros et en détail, place de l'Hôtel-de-Ville. Marié à Laurence Robin le 17 février 1790, il est nommé maire d'Auxerre par le commissaire extraordinaire Thibaudeau du 13 mai à juillet 1815, pendant les Cent-Jours. Il est membre du conseil d'arrondissement en 1830 et 1831,.

## Portrait
Jacques-Louis David a peint le portrait de Nicolas Maure. Son arrière-petit-fils, Édouard Maure, ingénieur à Paris, a fait don d'une copie de cette toile au musée d'Auxerre en 1891.

## Pour aller plus loin